# 518886 Wheelock
518886 Wheelock este o planetă minoră (asteroid), cu un diametru de 4,3 km, din centura de asteroizi. A fost descoperită pe 13 martie 2010 la Wise Observatory⁠(d) de Wide-field Infrared Survey Explorer⁠(d). 
Obiectul prezintă o orbită caracterizată de o semiaxă mare de 3,2146717972646 UAi, o excentricitate de 0,11967775065371, o înclinație de 17,705406826128 ° în raport cu ecliptica.